# Ny Hammersholt
Ny Hammersholt – miasto w Danii, w regionie Stołecznym, w gminie Hillerød.